# Thailand Open
Thailand Open – męski turniej tenisowy kategorii ATP World Tour 250 zaliczany do cyklu ATP World Tour. Rozgrywany na kortach twardych w hali w Bangkoku w latach 2003–2013. Od 2014 roku zawody odbywają się w Shenzhen.
W latach 2005–2007 odbywał się również turniej kobiet, pod nazwą Bangkok Open.

## Mecze finałowe

### gra pojedyncza
| Rok  | Zwycięzca              | Finalista           | Wynik         |
| 2013 | Milos Raonic           | Tomáš Berdych       | 7:6(4), 6:3   |
| 2012 | Richard Gasquet        | Gilles Simon        | 6:2, 6:1      |
| 2011 | Andy Murray            | Donald Young        | 6:2, 6:0      |
| 2010 | Guillermo García-López | Jarkko Nieminen     | 6:4, 3:6, 6:4 |
| 2009 | Gilles Simon           | Viktor Troicki      | 7:5, 6:3      |
| 2008 | Jo-Wilfried Tsonga     | Novak Đoković       | 7:6(4), 6:4   |
| 2007 | Dmitrij Tursunow       | Benjamin Becker     | 6:2, 6:1      |
| 2006 | James Blake            | Ivan Ljubičić       | 6:3, 6:1      |
| 2005 | Roger Federer          | Andy Murray         | 6:3, 7:5      |
| 2004 | Roger Federer          | Andy Roddick        | 6:4, 6:0      |
| 2003 | Taylor Dent            | Juan Carlos Ferrero | 6:3, 7:6(5)   |

### gra podwójna
| Rok  | Zwycięzcy                             | Finaliści                            | Wynik            |
| 2013 | Jamie Murray John Peers               | Tomasz Bednarek Johan Brunström      | 6:3, 3:6, 10–6   |
| 2012 | Lu Yen-hsun Danai Udomchoke           | Eric Butorac Paul Hanley             | 6:3, 6:4         |
| 2011 | Oliver Marach Aisam-ul-Haq Qureshi    | Michael Kohlmann Alexander Waske     | 7:6(4), 7:6(5)   |
| 2010 | Christopher Kas Viktor Troicki        | Jonatan Erlich Jürgen Melzer         | 6:4, 6:4         |
| 2009 | Eric Butorac Rajeev Ram               | Guillermo García-López Mischa Zverev | 7:6(4), 6:3      |
| 2008 | Lukáš Dlouhý Leander Paes             | Scott Lipsky David Martin            | 6:4, 7:6(4)      |
| 2007 | Sanchai Ratiwatana Sonchat Ratiwatana | Michaël Llodra Nicolas Mahut         | 3:6, 7:5, 10–7   |
| 2006 | Jonatan Erlich Andy Ram               | Andy Murray Jamie Murray             | 6:2, 2:6, 10–4   |
| 2005 | Paul Hanley Leander Paes              | Jonatan Erlich Andy Ram              | 6:7(5), 6:1, 6:2 |
| 2004 | Justin Gimelstob Graydon Oliver       | Yves Allegro Roger Federer           | 5:7, 6:4, 6:4    |
| 2003 | Jonatan Erlich Andy Ram               | Andrew Kratzmann Jarkko Nieminen     | 6:3, 7:6(4)      |